# Euretidae
Euretidae is een familie van sponsdieren uit de klasse van de Hexactinellida. 

## Onderfamilies
- Chonelasmatinae Schrammen, 1912
- Euretinae Zittel, 1877